# Tatra Defence Vehicle
TATRA DEFENCE VEHICLE a.s. je akciová společnost se sídlem v Praze, která vyvíjí a vyrábí vojenská a speciální pozemní vozidla především na kolových podvozcích a zabývá se i jejich opravami a modernizací. Firma patří do struktury holdingu Czechoslovak Group. V roce 2019 měla společnost 79 zaměstnanců a obrat činil 826 mil. Kč.

## Historie

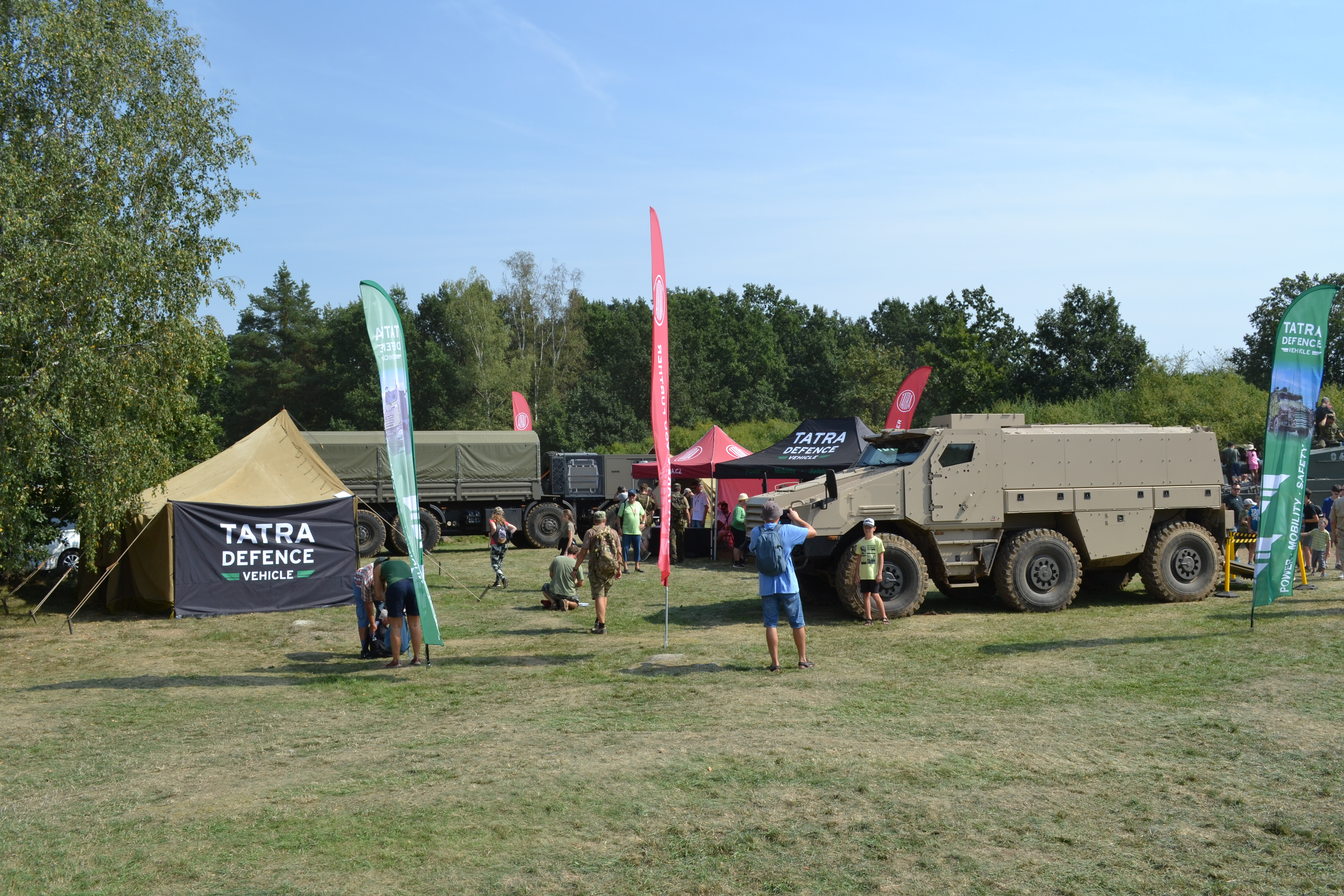
Prezentace Tatra Defence na 20. tankovém dni vojenského muzea Lešany, 2024

Společnost Tatra Defence Vehicle (TDV) vznikla v roce 2016 jako nový výrobní závod v Kopřivnici. TDV navzdory slovu Tatra ve svém názvu není součástí automobilky Tatra Trucks a ani není její „vojenskou divizí“. Jde o zcela samostatný podnik, plně spadající do holdingu Czechoslovak Group a vlastněný podnikatelem Michalem Strnadem. (Společnost Tatra Trucks je samostatnou entitou vlastněnou Michalem Strnadem společně s Reném Materou – majitelem holdingu Promet Group.) 
V rámci holdingu Czechoslovak Group (dříve Excalibur Army) postupně vznikala potřeba kapacit, které by byly určeny pro projekty v oblasti vývoje a výroby zcela nové vojenské techniky, jež by nenavazovala na osvědčené typy z doby Varšavské smlouvy. V roce 2015 navíc holding Czechoslovak Group (tehdy ještě jako Excalibur Army) navázal strategické partnerství s korporací General Dynamics European Land System (GDELS), na základě níž získal například práva na výrobu a prodej kolových obrněných vozidel Pandur II 8x8. Proto vedení holdingu rozhodlo o vybudování výrobních prostor TDV v areálu automobilky Tatra Trucks. Ke slavnostnímu otevření závodu došlo v květnu 2016.
Začátkem roku 2017 získala TDV zakázku české armády na výrobu dvaceti obrněných kolových transportérů Pandur II CZ 8x8 ve velitelsko-štábní (KOVVŠ) a spojovací verzi (KOVS). Součástí dodávky je šest polních velitelských pracovišť. Dodávky těchto vozidel mají být ukončeny v roce 2020. TDV také od roku 2017 na základě smlouvy s Ministerstvem obrany zajišťuje komplexní servisní podporu vozidel Pandur II CZ 8x8 ve výzbroji Armády České republiky. V prosinci roku 2019 získaly Excalibur Army a TDV zakázku na 23 kusů vozidel Pandur II 8x8 pro indonéskou armádu s možností rozšíření kontraktu až na stovky vozidel, která by byla vyráběna ve spolupráci se státní indonéskou firmou PT. PINDAD (PERSERO).
Zajímavosti
Společnost Tatra Defence Vehicle je z hlediska českého obranného průmyslu zajímavá nejen svým zaměřením, ale i tím, že jde za poslední tři desetiletí o první, zcela nový podnik obranného průmyslu, který vznikl v České republice. Jde vlastně i o první zcela nové kapacity na výrobu pozemní vojenské techniky v Česku od konce druhé světové války. Během desetiletí po druhé světové válce totiž čs. vlády postupně nechaly většinu těžké zbrojní výroby převézt na Slovensko. Právě tam vznikaly tanky i obrněné transportéry a bojová vozidla pěchoty a další technika.
V českých zemích probíhal pouze vývoj nebo se výroba uskutečňovala ve volných kapacitách tradičních firem, jejichž hlavní produkce měla ale civilní charakter. Jde například o obrněné transportéry OT-64 vyráběné v Avii a Pragovce v 60. letech 20. století nebo samohybné protiletadlové komplety PLDvK 53/59 vznikající v 50. a 60. letech 20. století v pražské Pragovce. Pozemní technika se vyvíjela a v omezeném množství vyráběla během 50. let 20. století i v brněnské Zbrojovce. Česká republika tak po rozdělení Československa v roce 1993 neměla podnik, který by se zabýval výrobou moderních kolových a pásových obrněných vozidel.

## Vývoj a výroba v TDV
Tatra Defence Vehicle na základě licence od korporace GDELS vyrábí a servisuje obrněná kolová vozidla Pandur II 8x8 a má práva na jejich prodej ve vybraných regionech. Díky licenci TDV také vyvíjí nové verze vozidel Pandur II 8x8, příkladem jsou speciální spojovací a velitelsko-štábní vozidla objednané Armádou České republiky v roce 2017.
Dalším pilířem výrobního programu TDV je vývoj a produkce obrněných kolových vozidel TITUS (Tactical Infantry Transport and Utility Systém) na podvozku Tatra. Základní model vznikl ve spolupráci kopřivnické Tatra Trucks a francouzské korporace Nexter Systems. V červnu roku 2019 Ministerstvo obrany zadalo zakázku na 62 obrněných vozidel TITUS pro českou armádu, a to ve verzích kolové obrněné vozidlo velitelsko-štábní (KOVVŠ), kolové obrněné vozidlo spojovací (KOVS) a místo koordinace palebné podpory (MKPP). Zakázka představuje částku okolo šesti miliard korun.
Hlavním systémovým integrátorem projektu TITUS pro českou armádu je podnik TDV, který má na starosti vývoj speciálních nástaveb, jejich výrobu a kompletaci celých vozidel. Automobilka Tatra Trucks dodá podvozkové platformy, pardubická společnost Retia projektuje elektronické systémy a zajistí jejich integraci do jednotlivých druhů vozidel. Kontraktorem projektu je společnost Eldis Pardubice.
Další důležitou položkou v portfoliu TDV je vývoj a výroba pancéřovaných kabin pro vojenské verze automobilů Tatra Force a Tatra Tactic. TDV se také zabývá opravami a modernizacemi těžké obrněné techniky nebo zabezpečuje servisní služby pro vozidla na platformě Land Rover Defender. Podnik má také kapacity pro opravy a modernizace tanků, bojových vozidel pěchoty, výrobu a dodávky náhradních dílů, výcvik posádek i podpůrného personálu, logistickou podporu a komplexní zajištění životního cyklu techniky. Odběratelem produkce je v současné době převážně Armáda České republiky, ale zákazníky má i v zahraničí, přičemž tyto zakázky jsou zajišťovány ve spolupráci s Excalibur Army.